# Championnats du monde de cyclisme sur route juniors
Les Championnats du monde de cyclisme sur route juniors (UCI Juniors Road World Championships en anglais) sont les championnats du monde de cyclisme sur route organisés par l'UCI pour les coureurs juniors, c'est-à-dire de 17-18 ans. Deux épreuves sont organisées : une course en ligne et un contre-la-montre chez les hommes et les femmes.

## Organisation
De 1975 à 1996, les championnats sur route juniors sont organisés dans la même région que les championnats du monde de cyclisme sur piste juniors, mais pas aux mêmes dates. Entre 1997 et 2004, ils sont organisés dans le cadre des championnats du monde de cyclisme sur route. De 2005 à 2009, les compétitions ont lieu conjointement aux mondiaux sur piste juniors. Exceptionnellement, en 2010, ils sont organisés séparément.
Depuis 2011 les championnats sur route juniors figurent à nouveau au programme des championnats du monde de cyclisme sur route.

## Éditions
| Année | Pays                  | Ville                               |
| ----- | --------------------- | ----------------------------------- |
| 1975  | Suisse                | Le Chalet-à-Gobet                   |
| 1976  | Belgique              | Gooik                               |
| 1977  | Autriche              | Wolkersdorf et Korneubourg          |
| 1978  | États-Unis            | Washington                          |
| 1979  | Argentine             | Buenos Aires                        |
| 1980  | Mexique               | Mexico et Toluca                    |
| 1981  | Allemagne de l'Est    | Grimma et Leipzig                   |
| 1982  | Italie                | Marsciano et Deruta                 |
| 1983  | Nouvelle-Zélande      | Wellington                          |
| 1984  | France                | Beuvron-en-Auge et Mery-Corbon      |
| 1985  | Allemagne             | Stuttgart                           |
| 1986  | Maroc                 | Casablanca                          |
| 1987  | Italie                | Bergame                             |
| 1988  | Danemark              | Vissenbjerg et Odense               |
| 1989  | Union soviétique      | Moscou                              |
| 1990  | Royaume-Uni           | Middlesbrough                       |
| 1991  | États-Unis            | Colorado Springs                    |
| 1992  | Grèce                 | Athènes et Olympie                  |
| 1993  | Australie             | Perth                               |
| 1994  | Équateur              | Quito                               |
| 1995  | Saint-Marin et Italie | Saint-Marin et Ravenne              |
| 1996  | Slovénie              | Novo Mesto                          |
| 1997  | Espagne               | Saint-Sébastien                     |
| 1998  | Pays-Bas              | Fauquemont-sur-Gueule et Maastricht |
| 1999  | Italie                | Vérone et Trévise                   |

| Année | Pays           | Ville               |
| ----- | -------------- | ------------------- |
| 2000  | France         | Plouay              |
| 2001  | Portugal       | Lisbonne            |
| 2002  | Belgique       | Zolder et Hasselt   |
| 2003  | Canada         | Hamilton            |
| 2004  | Italie         | Vérone et Bardolino |
| 2005  | Autriche       | Salzbourg           |
| 2006  | Belgique       | Francorchamps       |
| 2007  | Mexique        | Aguascalientes      |
| 2008  | Afrique du Sud | Le Cap              |
| 2009  | Russie         | Moscou              |
| 2010  | Italie         | Offida              |
| 2011  | Danemark       | Copenhague          |
| 2012  | Pays-Bas       | Fauquemont          |
| 2013  | Italie         | Florence            |
| 2014  | Espagne        | Ponferrada          |
| 2015  | États-Unis     | Richmond            |
| 2016  | Qatar          | Doha                |
| 2017  | Norvège        | Bergen              |
| 2018  | Autriche       | Innsbruck           |
| 2019  | Royaume-Uni    | Yorkshire           |
| 2020  | Annulé         | Annulé              |
| 2021  | Belgique       | Flandre             |
| 2022  | Australie      | Wollongong          |
| 2023  | Royaume-Uni    | Glasgow             |
| 2024  | Suisse         | Zurich              |
| 2025  | Rwanda         | Kigali              |

## Palmarès

### Hommes

#### Course en ligne
| Édition | Or                       | Argent                 | Bronze                       |
| ------- | ------------------------ | ---------------------- | ---------------------------- |
| 1975    | Roberto Visentini        | Ad Verstijlen          | Alberto Massucco             |
| 1976    | Ronald Bessems           | Corrado Donadio        | Jiri Korous                  |
| 1977    | Ronny Van Holen          | Per-Ove Carlsson       | Edwin Menzi                  |
| 1978    | Vladimir Makarkin        | Hubert Denstedt        | Thomas Landis Alguis Waitkus |
| 1979    | Greg LeMond              | Kenny De Maerteleire   | Jean-François Dury           |
| 1980    | Roberto Ciampi           | Eric Vanderaerden      | Sergueï Navolokine           |
| 1981    | Beat Schumacher          | Oleh Petrovich Chuzhda | Philippe Bouvatier           |
| 1982    | Roger Six                | Andreas Lux            | Yury Abramov                 |
| 1983    | Søren Lilholt            | Oleg Emelianov         | Michael Gozzi                |
| 1984    | Tom Cordes               | Franco Cavallini       | Alex Pedersen                |
| 1985    | Raymond Meijs            | Evgueni Zagrebelny     | Jean-Jacques Henry           |
| 1986    | Michel Zanoli            | Richard Luppes         | Bart Leysen                  |
| 1987    | Pavel Tonkov             | Erik Dekker            | Josef Lontscharitsch         |
| 1988    | Gianluca Tarocco         | Vassili Davidenko      | Alessandro Bertolini         |
| 1989    | Patrick Vetsch           | Danny Sleeckx          | Steffen Wesemann             |
| 1990    | Marco Serpellini         | Igor Dzyuba            | Bogdan Fink                  |
| 1991    | Jeff Evanshine           | Tony Morphett          | Eddy Mazzoleni               |
| 1992    | Giuseppe Palumbo         | Pasquale Santoro       | Frank Vandenbroucke          |
| 1993    | Giuseppe Palumbo         | Mariano Friedick       | Michele Rezzani              |
| 1994    | Miguel Morrás Mangado    | Laurent Lefèvre        | Eladio Jimenez Sanchez       |
| 1995    | Valentino China          | Ivan Basso             | Rinaldo Nocentini            |
| 1996    | Holger Loew              | Jacob Nielsen          | Claudio Astolfi              |
| 1997    | Crescenzo D'Amore        | Martin Bolt            | Margus Salumets              |
| 1998    | Mark Scanlon             | Filippo Pozzato        | Eduard Kivichev              |
| 1999    | Damiano Cunego           | Rouslan Kaioumov       | Christophe Kern              |
| 2000    | Jeremy Yates             | Antonio Bucciero       | Aleksandr Arekeev            |
| 2001    | Oleksandr Kvachuk        | Niels Scheuneman       | Mathieu Perget               |
| 2002    | Arnaud Gérard            | Jukka Vastaranta       | Nicolas Sanderson            |
| 2003    | Kai Reus                 | Anders Lund            | Lukas Fus                    |
| 2004    | Roman Kreuziger          | Rafaâ Chtioui          | Simon Špilak                 |
| 2005    | Ivan Rovny               | Timofey Kritskiy       | Sebastian Hans               |
| 2006    | Diego Ulissi             | Niki Østergaard        | Tony Gallopin                |
| 2007    | Diego Ulissi             | Daniele Ratto          | Elia Favilli                 |
| 2008    | Johan Le Bon             | Mattia Cattaneo        | Sebastian Lander             |
| 2009    | Jasper Stuyven           | Arnaud Démare          | Marco Haller                 |
| 2010    | Olivier Le Gac           | Jay McCarthy           | Jasper Stuyven               |
| 2011    | Pierre-Henri Lecuisinier | Martijn Degreve        | Steven Lammertink            |
| 2012    | Matej Mohorič            | Caleb Ewan             | Josip Rumac                  |
| 2013    | Mathieu van der Poel     | Mads Pedersen          | Iltjan Nika                  |
| 2014    | Jonas Bokeloh            | Alexandr Kulikovskiy   | Peter Lenderink              |
| 2015    | Felix Gall               | Clément Bétouigt-Suire | Rasmus Pedersen              |
| 2016    | Jakob Egholm             | Niklas Märkl           | Reto Müller                  |
| 2017    | Julius Johansen          | Luca Rastelli          | Michele Gazzoli              |
| 2018    | Remco Evenepoel          | Marius Mayrhofer       | Alessandro Fancellu          |
| 2019    | Quinn Simmons            | Alessio Martinelli     | Magnus Sheffield             |
| 2020    | Annulé                   | Annulé                 | Annulé                       |
| 2021    | Per Strand Hagenes       | Romain Grégoire        | Madis Mihkels                |
| 2022    | Emil Herzog              | António Morgado        | Vlad Van Mechelen            |
| 2023    | Albert Philipsen         | Paul Fietzke           | Felix Ørn-Kristoff           |
| 2024    | Lorenzo Finn             | Sebastian Grindley     | Senna Remijn                 |

| Rang | Nation             | Or | Argent | Bronze | Total |
| ---- | ------------------ | -- | ------ | ------ | ----- |
| 1    | Italie             | 12 | 10     | 9      | 31    |
| 2    | Pays-Bas           | 6  | 4      | 3      | 13    |
| 3    | France             | 4  | 4      | 6      | 14    |
| 4    | Belgique           | 4  | 4      | 4      | 12    |
| 5    | Danemark           | 4  | 4      | 3      | 11    |
| 6    | Allemagne          | 3  | 3      | 1      | 7     |
| 7    | États-Unis         | 3  | 1      | 1      | 5     |
| 8    | Union soviétique   | 2  | 5      | 3      | 10    |
| 9    | Suisse             | 2  | 1      | 3      | 6     |
| 10   | Russie             | 1  | 3      | 2      | 6     |
| 11   | Autriche           | 1  | 0      | 2      | 3     |
| 12   | Espagne            | 1  | 0      | 1      | 2     |
| 12   | Norvège            | 1  | 0      | 1      | 2     |
| 12   | Slovénie           | 1  | 0      | 1      | 2     |
| 12   | Tchéquie           | 1  | 0      | 1      | 2     |
| 16   | Irlande            | 1  | 0      | 0      | 1     |
| 16   | Nouvelle-Zélande   | 1  | 0      | 0      | 1     |
| 16   | Ukraine            | 1  | 0      | 0      | 1     |
| 19   | Australie          | 0  | 3      | 1      | 4     |
| 20   | Allemagne de l'Est | 0  | 2      | 1      | 3     |
| 21   | Suède              | 0  | 1      | 1      | 2     |
| 22   | Finlande           | 0  | 1      | 0      | 1     |
| 22   | Grande-Bretagne    | 0  | 1      | 0      | 1     |
| 22   | Portugal           | 0  | 1      | 0      | 1     |
| 22   | Tunisie            | 0  | 1      | 0      | 1     |
| 26   | Estonie            | 0  | 0      | 2      | 2     |
| 27   | Albanie            | 0  | 0      | 1      | 1     |
| 27   | Croatie            | 0  | 0      | 1      | 1     |
| 27   | Tchécoslovaquie    | 0  | 0      | 1      | 1     |
| 27   | Yougoslavie        | 0  | 0      | 1      | 1     |

#### Contre-la-montre
| Édition | Or                    | Argent             | Bronze                |
| ------- | --------------------- | ------------------ | --------------------- |
| 1994    | Deane Rogers          | Heat Sandall       | Laurent Lefèvre       |
| 1995    | Joshua Collingwood    | Mirko Lauria       | Cadel Evans           |
| 1996    | Simone Lo Vano        | Mathew Hayman      | Yuriy Krivtsov        |
| 1997    | Torsten Hiekmann      | Michael Rogers     | Alexei Markov         |
| 1998    | Fabian Cancellara     | Torsten Hiekmann   | Filippo Pozzato       |
| 1999    | Fabian Cancellara     | Rouslan Kaioumov   | Christian Knees       |
| 2000    | Piotr Mazur           | Vladimir Gusev     | Christian Müller      |
| 2001    | Jurgen Van den Broeck | Oleksandr Kvachuk  | Niels Scheuneman      |
| 2002    | Mikhail Ignatiev      | Mark Jamieson      | Vincenzo Nibali       |
| 2003    | Mikhail Ignatiev      | Dmytro Grabovskyy  | Viktor Renang         |
| 2004    | Patrick Gretsch       | Roman Kreuziger    | Stefan Schäfer        |
| 2005    | Marcel Kittel         | Alexandr Pliuschin | Siarhei Papok         |
| 2006    | Marcel Kittel         | Étienne Pieret     | Tony Gallopin         |
| 2007    | Taylor Phinney        | John Degenkolb     | Nikita Novikov        |
| 2008    | Michał Kwiatkowski    | Jakob Steigmiller  | Taylor Phinney        |
| 2009    | Luke Durbridge        | Lawson Craddock    | Lasse Norman Hansen   |
| 2010    | Bob Jungels           | Jasha Sütterlin    | Lawson Craddock       |
| 2011    | Mads Würtz Schmidt    | James Oram         | David Edwards         |
| 2012    | Oskar Svendsen        | Matej Mohorič      | Maximilian Schachmann |
| 2013    | Igor Decraene         | Mathias Krigbaum   | Zeke Mostov           |
| 2014    | Lennard Kämna         | Adrien Costa       | Michael Storer        |
| 2015    | Leo Appelt            | Adrien Costa       | Brandon McNulty       |
| 2016    | Brandon McNulty       | Mikkel Bjerg       | Ian Garrison          |
| 2017    | Tom Pidcock           | Antonio Puppio     | Filip Maciejuk        |
| 2018    | Remco Evenepoel       | Lucas Plapp        | Andrea Piccolo        |
| 2019    | Antonio Tiberi        | Enzo Leijnse       | Marco Brenner         |
| 2020    | Annulé                | Annulé             | Annulé                |
| 2021    | Gustav Wang           | Joshua Tarling     | Alec Segaert          |
| 2022    | Joshua Tarling        | Hamish McKenzie    | Emil Herzog           |
| 2023    | Oscar Chamberlain     | Ben Wiggins        | Louis Leidert         |
| 2024    | Paul Seixas           | Jasper Schoofs     | Matisse Van Kerckhove |

| Rang | Nation           | Or | Argent | Bronze | Total |
| ---- | ---------------- | -- | ------ | ------ | ----- |
| 1    | Allemagne        | 6  | 4      | 7      | 17    |
| 2    | Australie        | 4  | 5      | 3      | 12    |
| 3    | Belgique         | 3  | 1      | 2      | 6     |
| 4    | États-Unis       | 2  | 4      | 5      | 11    |
| 5    | Italie           | 2  | 2      | 3      | 7     |
| 6    | Russie           | 2  | 2      | 2      | 6     |
| 7    | Danemark         | 2  | 2      | 1      | 5     |
| 8    | Grande-Bretagne  | 2  | 2      | 0      | 4     |
| 9    | Pologne          | 2  | 0      | 1      | 3     |
| 10   | Suisse           | 2  | 0      | 0      | 2     |
| 11   | France           | 1  | 1      | 2      | 4     |
| 12   | Luxembourg       | 1  | 0      | 0      | 1     |
| 12   | Norvège          | 1  | 0      | 0      | 1     |
| 14   | Ukraine          | 0  | 2      | 1      | 3     |
| 15   | Pays-Bas         | 0  | 1      | 1      | 2     |
| 16   | Moldavie         | 0  | 1      | 0      | 1     |
| 16   | Nouvelle-Zélande | 0  | 1      | 0      | 1     |
| 16   | Tchéquie         | 0  | 1      | 0      | 1     |
| 16   | Slovénie         | 0  | 1      | 0      | 1     |
| 20   | Biélorussie      | 0  | 0      | 1      | 1     |
| 20   | Suède            | 0  | 0      | 1      | 1     |

#### Contre-la-montre par équipes
Épreuve disputée de 1975 à 1993 sur un parcours long de 70 kilomètres environ par des équipes de 4 coureurs.
| Édition | Or                                                                                       | Argent                                                                                  | Bronze                                                                                               |
| ------- | ---------------------------------------------------------------------------------------- | --------------------------------------------------------------------------------------- | --- |
| 1975    | Union soviétique Nikolaï Bondarenko Guennadi Karavajev Ivan Romanov Leonid Toropov       | Pologne Piotr Dobraszak Witold Mokiejewski Andrzej Piotrowski Zbigniew Pieta            | Allemagne de l'Est Detlef Macha Andreas Petermann Siegbert Schmeisser Volker Winkler                 |
| 1976    | Italie Corrado Donadio Gianni Giacomini Ivano Maffei Alessandro Primavera                | Union soviétique Viktor Srebnikov Igor Schirikov Viatcheslav Dedenov Pavel Lazarev      | Pologne Bogdan Bezdzietny Stefan Ciekanski Witold Mokiejewski Andrzej Pajor                          |
| 1977    | Allemagne de l'Est Thomas Barth Falk Boden Andreas Kluge Olaf Ludwig                     | Union soviétique Andrei Apressov Youri Kachirine Oleg Logvine Vladimir Korjov           | Italie Pierangelo Bincoletto Daniele Caroli Maurizio Reali Walter Petinatti                          |
| 1978    | Allemagne de l'Est Thomas Barth Falk Boden Olaf Ludwig Udo Smektala                      | Union soviétique Alguis Waitkus Oleg Flischin Viktor Kripushin Vladimir Makarkin        | États-Unis Jeff Bradley Greg Demgen Ron Kiefel Greg LeMond                                           |
| 1979    | Union soviétique Sergei Starodubschev Viktor Demidenko Sergei Tschapk Vladimir Volochin  | Suède Per Mikael Christiansson Juha Narkiniemi Thomas Rask Håkan Jensen                 | États-Unis Greg LeMond Mark Frise Jeff Bradley Andrew Hampsten                                       |
| 1980    | Union soviétique Viktor Demidenko Sergueï Voronine Sergei Tschapk Oleh Petrovich Chuzhda | États-Unis Andrew Hampsten Gavin Chilcott Lee Fleming Steve Manthey                     | Danemark Brian Sorensen Jens Veggerby René Andersen Wagner Rasmussen                                 |
| 1981    | Allemagne de l'Est Uwe Ampler Frank Jesse Dan Radtke Ralf Wodinski                       | Union soviétique Sergueï Navolokine Nikolaï Krivocheev Aiguirdas Chneka Rinat Nourdinov | Suède Mats Andersson Magnus Knutsson Stefan Brykt Lars Wahlqvist                                     |
| 1982    | Allemagne de l'Est Uwe Ampler Jan Glossmann Jens Heppner Andreas Lux                     | Union soviétique Yuri Abramov Vladimir Chevtchenko Alexeï Komine Assiat Saitov          | Danemark Kim Olsen Lars Erik Jensen Kim Jolin Eriksen Per Pedersen                                   |
| 1983    | Danemark Soren Lilholt Kim Olsen Alex Pedersen Rolf Sørensen                             | Union soviétique Assiat Saitov Vatslavas Gumuliauskas Oleg Ermolaiev Alexeï Siluk       | États-Unis Roy Knickman David Farmer Tim Hinz Tony Palmer                                            |
| 1984    | Union soviétique Nikolaï Razouvaev Piotr Geukovski Sergei Kapustin Igor Sumnikov         | États-Unis David Farmer Tim Hinz Peter Howard Tony Palmer                               | Pays-Bas Tom Cordes Herbert Dijkstra Gerrit de Vries Stefan Rakers                                   |
| 1985    | Italie Mario Cipollini Maurizio Dametto Davide Gallerani Adriano Lorenzi                 | Union soviétique Sergei Kapustin Evgueni Zagrebelny Alex Datsuk Valeri Saronov          | Pays-Bas Patrick Coone Erik Dekker Gerrit de Vries Michel Zanoli                                     |
| 1986    | Italie Luca Colombo Roberto Maggioni Mauro Consonni Paolo Morandi                        | Union soviétique Igor Patenko Viktor Schelkoski Andreï Olkhov Vladimir Panasenko        | Allemagne de l'Est Gerd Audehm Bert Dietz Steffen Rein Ronald Rauch                                  |
| 1987    | Italie Luca Colombo Luca Daddi Rosario Fina Gianluca Tarocco                             | Union soviétique Igor Patenko Sabin Suleimanov Oleg Polovnikov Pavel Tonkov             | Pays-Bas Antoine Lagerwey Maarten den Bakker Robert Van de Vin Gerard Kemper                         |
| 1988    | Italie Alessandro Baciocchini Gianfranco Contri Andrea Peron Gianluca Tarocco            | Tchécoslovaquie Kamel Dvorcik Thomas Krc Pavel Padrnos František Trkal                  | Union soviétique Alexandre Markovnitchenko Alexandre Ossipov Sergei Savinotchkin Dimitri Tcherkachin |
| 1989    | Italie Rossano Brasi Andrea Peron Davide Rebellin Cristian Salvato                       | Pays-Bas Servais Knaven Marcel Vegt Richard Groenendaal Patrick Van Dijken              | Union soviétique Alexeï Kaluguin Vladimir Abramov Vladimir Douma Anatoli Bagdevitch                  |
| 1990    | Union soviétique Sergueï Aoutko Igor Dziuba Pavel Tcherkassov Mikhaïl Touze              | Italie Rossano Brasi Nicola Giacomazzi Mauro Monaro Daniele Nardello                    | Pologne Dariusz Baranowski Artur Krzeszowiec Grzegor Rosolinski Bernard Wierzbinski                  |
| 1991    | Union soviétique Dmitri Mourachko Alexandre Kozlov Mikhaïl Teteriuk Igor Bonciucov       | États-Unis Matthew Johnson George Hincapie Fred Rodriguez Chris Wherry                  | Espagne Victoriano Fernández José Antonio Gil Igor González de Galdeano Valentin Zubieta             |
| 1992    | Italie Alberto Romio Mario Velo Massimiliano Mori Massimiliano Martini                   | Pologne Pavel Niedzwiecki Marcin Gebke Piotr Przydział Bernhard Bocian                  | France James Jardillier Anthony Langella Franck Perque Franck Trotel                                 |
| 1993    | Italie Oscar Biason Massimiliano Martini Flavio Zandarin Ruggiero Tarraco                | Allemagne Patrick Burkhardt Jean-Paul Furus Jörg Ludewig Jörg Jaksche                   | Tchéquie Bronislaw Fialkowki Pavel Prchal Ondřej Sosenka Jozef Žabka                                 |

| Rang | Nation             | Or | Argent | Bronze | Total |
| ---- | ------------------ | -- | ------ | ------ | ----- |
| 1    | Italie             | 8  | 1      | 1      | 10    |
| 2    | Union soviétique   | 6  | 9      | 2      | 17    |
| 3    | Allemagne de l'Est | 4  | 0      | 2      | 6     |
| 4    | Danemark           | 1  | 0      | 2      | 3     |
| 5    | États-Unis         | 0  | 3      | 3      | 6     |
| 6    | Pologne            | 0  | 2      | 2      | 4     |
| 7    | Pays-Bas           | 0  | 1      | 3      | 4     |
| 8    | Suède              | 0  | 1      | 1      | 2     |
| 9    | Allemagne          | 0  | 1      | 0      | 1     |
| 9    | Tchécoslovaquie    | 0  | 1      | 0      | 1     |
| 11   | Espagne            | 0  | 0      | 1      | 1     |
| 11   | France             | 0  | 0      | 1      | 1     |
| 11   | Tchéquie           | 0  | 0      | 1      | 1     |

### Femmes

#### Course en ligne
| Édition | Or                        | Argent                    | Bronze                   |
| ------- | ------------------------- | ------------------------- | ------------------------ |
| 1987    | Catherine Marsal          | Aiga Zagorska             | Elisabetta Guazzaroni    |
| 1988    | Gitte Hjörtflod           | Esther van Versefeld      | Lotte Schmidt            |
| 1989    | Deirdre Demet-Barry       | Jessica Grieco            | Elena Netchaeva          |
| 1990    | Ina-Yoko Teutenberg       | Jessica Grieco            | Daniëlle Overgaag        |
| 1991    | Elsbeth van Rooy-Vink     | Sally Dawes               | Fabiana Luperini         |
| 1992    | Hanka Kupfernagel         | Élisabeth Chevanne-Brunel | Marion Borst             |
| 1993    | Élisabeth Chevanne-Brunel | Cinzia Faccin             | Karine Boitier           |
| 1994    | Diana Žiliūtė             | Alla Epifánova            | Evi Gensheimer           |
| 1995    | Andrea Hänni              | Kerstin Scheitle          | Lisbeth Simper           |
| 1996    | Alessandra D'Ettorre      | Oksana Saprykina          | Martina Corazza          |
| 1997    | Mirella van Melis         | Nicole Brändli            | Sofie Andersson          |
| 1998    | Tina Liebig               | Olga Zabelinskaïa         | Natalie Bates            |
| 1999    | Geneviève Jeanson         | Trixi Worrack             | Noemi Cantele            |
| 2000    | Nicole Cooke              | Magdalena Sadlecka        | Clare Hall-Patch         |
| 2001    | Nicole Cooke              | Pleuni Möhlman            | Maja Włoszczowska        |
| 2002    | Suzanne de Goede          | Claudia Stumpf            | Monica Holler            |
| 2003    | Loes Markerink            | Irina Tolmacheva          | Sabine Fischer           |
| 2004    | Marianne Vos              | Marta Bastianelli         | Ellen van Dijk           |
| 2005    | Mie Bekker Lacota         | Marianne Vos              | Rasa Leleivytė           |
| 2006    | Rasa Leleivytė            | Marina Romoli             | Eleonora Patuzzo         |
| 2007    | Eleonora Patuzzo          | Cherise Taylor            | Valentina Scandolara     |
| 2008    | Jolien D'Hoore            | Rossella Callovi          | Hanna Amend              |
| 2009    | Rossella Callovi          | Pauline Ferrand-Prévot    | Susanna Zorzi            |
| 2010    | Pauline Ferrand-Prévot    | Rossella Ratto            | Coryn Rivera             |
| 2011    | Lucy Garner               | Jessy Druyts              | Christina Siggaard       |
| 2012    | Lucy Garner               | Eline Gleditsch Brustad   | Anna Zita Maria Stricker |
| 2013    | Amalie Dideriksen         | Anastasiia Iakovenko      | Olena Demydova           |
| 2014    | Amalie Dideriksen         | Sofia Bertizzolo          | Agnieszka Skalniak       |
| 2015    | Chloe Dygert              | Emma White                | Agnieszka Skalniak       |
| 2016    | Elisa Balsamo             | Skylar Schneider          | Susanne Andersen         |
| 2017    | Elena Pirrone             | Emma Norsgaard Jørgensen  | Letizia Paternoster      |
| 2018    | Laura Stigger             | Marie Le Net              | Simone Boilard           |
| 2019    | Megan Jastrab             | Julie De Wilde            | Lieke Nooijen            |
| 2020    | Annulé                    | Annulé                    | Annulé                   |
| 2021    | Zoe Bäckstedt             | Kaia Schmid               | Linda Riedmann           |
| 2022    | Zoe Bäckstedt             | Églantine Rayer           | Nienke Vinke             |
| 2023    | Julie Bego                | Cat Ferguson              | Fleur Moors              |
| 2024    | Cat Ferguson              | Paula Ostiz               | Viktória Chladoňová      |

| Rang | Nation           | Or | Argent | Bronze | Total |
| ---- | ---------------- | -- | ------ | ------ | ----- |
| 1    | Grande-Bretagne  | 7  | 2      | 0      | 9     |
| 2    | Italie           | 5  | 6      | 9      | 20    |
| 3    | Pays-Bas         | 5  | 3      | 5      | 13    |
| 4    | France           | 4  | 4      | 1      | 9     |
| 5    | Danemark         | 4  | 1      | 3      | 8     |
| 6    | États-Unis       | 3  | 5      | 1      | 9     |
| 7    | Allemagne        | 3  | 3      | 4      | 10    |
| 8    | Lituanie         | 2  | 0      | 1      | 3     |
| 9    | Belgique         | 1  | 2      | 1      | 4     |
| 10   | Suisse           | 1  | 1      | 0      | 2     |
| 11   | Canada           | 1  | 0      | 2      | 3     |
| 12   | Autriche         | 1  | 0      | 0      | 1     |
| 13   | Russie           | 0  | 4      | 0      | 4     |
| 14   | Pologne          | 0  | 1      | 3      | 4     |
| 15   | Norvège          | 0  | 1      | 1      | 2     |
| 15   | Ukraine          | 0  | 1      | 1      | 2     |
| 15   | Union soviétique | 0  | 1      | 1      | 2     |
| 18   | Afrique du Sud   | 0  | 1      | 0      | 1     |
| 18   | Espagne          | 0  | 1      | 0      | 1     |
| 20   | Suède            | 0  | 0      | 2      | 2     |
| 21   | Australie        | 0  | 0      | 1      | 1     |
| 21   | Slovaquie        | 0  | 0      | 1      | 1     |

#### Contre-la-montre
| Édition | Or                        | Argent                  | Bronze              |
| ------- | ------------------------- | ----------------------- | ------------------- |
| 1994    | Chiara Mariani            | Evi Gensheimer          | Ita Kryjanovskaia   |
| 1995    | Linda Visentin            | Christina Becker        | Tatiana Stiajkina   |
| 1996    | Rachael Linke             | Natascha Klewitz        | Samanta Loschi      |
| 1997    | Olga Zabelinskaïa         | Sylvia Hübscher         | Maria Cagigas       |
| 1998    | Trixi Worrack             | Olga Zabelinskaïa       | Geneviève Jeanson   |
| 1999    | Geneviève Jeanson         | Juliette Vandekerckhove | Trixi Worrack       |
| 2000    | Juliette Vandekerckhove   | Katherine Bates         | Bertine Spijkerman  |
| 2001    | Nicole Cooke              | Natalia Boyarskaya      | Diana Elmentaitė    |
| 2002    | Anna Zugno                | Tatiana Guderzo         | Claudia Hecht       |
| 2003    | Bianca Knöpfle            | Loes Markerink          | Iris Slappendel     |
| 2004    | Tereza Hurikova           | Rebecca Much            | Amanda Spratt       |
| 2005    | Lisa Brennauer            | Tereza Hurikova         | Mie Bekker Lacota   |
| 2006    | Rebecca Spence            | Lesya Kalitovska        | Mie Bekker Lacota   |
| 2007    | Josephine Tomic           | Valeriya Kononenko      | Jerika Hutchinson   |
| 2008    | Maria Grandt Petersen     | Valeriya Kononenko      | Laura Dittmann      |
| 2009    | Hanna Solovey             | Pauline Ferrand-Prévot  | Elizaveta Oshurkova |
| 2010    | Hanna Solovey             | Pauline Ferrand-Prévot  | Amy Cure            |
| 2011    | Jessica Allen             | Elinor Barker           | Mieke Kröger        |
| 2012    | Elinor Barker             | Cecilie Uttrup Ludwig   | Demi de Jong        |
| 2013    | Séverine Eraud            | Alexandria Nicholls     | Alexandra Manly     |
| 2014    | Macey Stewart             | Pernille Mathiesen      | Anna-Leeza Hull     |
| 2015    | Chloe Dygert              | Emma White              | Anna-Leeza Hull     |
| 2016    | Karlijn Swinkels          | Lisa Morzenti           | Juliette Labous     |
| 2017    | Elena Pirrone             | Alessia Vigilia         | Madeleine Fasnacht  |
| 2018    | Rozemarijn Ammerlaan      | Camilla Alessio         | Elynor Bäckstedt    |
| 2019    | Aigul Gareeva             | Shirin van Anrooij      | Elynor Bäckstedt    |
| 2020    | Annulé                    | Annulé                  | Annulé              |
| 2021    | Alena Ivanchenko          | Zoe Bäckstedt           | Antonia Niedermaier |
| 2022    | Zoe Bäckstedt             | Justyna Czapla          | Febe Jooris         |
| 2023    | Felicity Wilson-Haffenden | Isabel Sharp            | Federica Venturelli |
| 2024    | Cat Ferguson              | Viktória Chladoňová     | Imogen Wolff        |

| Rang | Nation           | Or | Argent | Bronze | Total |
| ---- | ---------------- | -- | ------ | ------ | ----- |
| 1    | Australie        | 5  | 2      | 6      | 13    |
| 2    | Italie           | 4  | 4      | 2      | 10    |
| 3    | Grande-Bretagne  | 4  | 3      | 3      | 10    |
| 4    | Allemagne        | 3  | 5      | 5      | 13    |
| 5    | Russie           | 3  | 2      | 1      | 6     |
| 6    | Ukraine          | 2  | 3      | 2      | 7     |
| 7    | France           | 2  | 3      | 1      | 6     |
| 8    | Pays-Bas         | 2  | 2      | 3      | 7     |
| 9    | Danemark         | 1  | 2      | 2      | 5     |
| 10   | États-Unis       | 1  | 2      | 1      | 4     |
| 11   | Tchéquie         | 1  | 1      | 0      | 2     |
| 12   | Canada           | 1  | 0      | 1      | 2     |
| 13   | Nouvelle-Zélande | 1  | 0      | 0      | 1     |
| 14   | Slovaquie        | 0  | 1      | 0      | 1     |
| 15   | Belgique         | 0  | 0      | 1      | 1     |
| 15   | Espagne          | 0  | 0      | 1      | 1     |
| 15   | Lituanie         | 0  | 0      | 1      | 1     |

## Tableau des médailles global
Après l'édition 2024
| Rang | Nation             | Or | Argent | Bronze | Total |
| ---- | ------------------ | -- | ------ | ------ | ----- |
| 1    | Italie             | 31 | 23     | 24     | 78    |
| 2    | Allemagne          | 15 | 16     | 17     | 48    |
| 3    | Pays-Bas           | 13 | 11     | 15     | 39    |
| 4    | Grande-Bretagne    | 13 | 8      | 3      | 24    |
| 5    | Danemark           | 12 | 9      | 11     | 32    |
| 6    | France             | 11 | 12     | 11     | 34    |
| 7    | États-Unis         | 9  | 15     | 11     | 35    |
| 8    | Australie          | 9  | 10     | 11     | 30    |
| 9    | Union soviétique   | 8  | 15     | 6      | 29    |
| 10   | Belgique           | 8  | 7      | 8      | 23    |
| 11   | Russie             | 6  | 11     | 5      | 22    |
| 12   | Suisse             | 5  | 2      | 3      | 10    |
| 13   | Allemagne de l'Est | 4  | 2      | 3      | 9     |
| 14   | Ukraine            | 3  | 6      | 4      | 13    |
| 15   | Pologne            | 2  | 3      | 6      | 11    |
| 16   | Tchéquie           | 2  | 2      | 2      | 6     |
| 17   | Norvège            | 2  | 1      | 2      | 5     |
| 18   | Nouvelle-Zélande   | 2  | 1      | 0      | 3     |
| 19   | Canada             | 2  | 0      | 3      | 5     |
| 20   | Autriche           | 2  | 0      | 2      | 4     |
| 20   | Lituanie           | 2  | 0      | 2      | 4     |
| 22   | Espagne            | 1  | 1      | 3      | 5     |
| 23   | Slovénie           | 1  | 1      | 1      | 3     |
| 24   | Irlande            | 1  | 0      | 0      | 1     |
| 24   | Luxembourg         | 1  | 0      | 0      | 1     |
| 26   | Suède              | 0  | 2      | 5      | 7     |
| 27   | Tchécoslovaquie    | 0  | 1      | 1      | 2     |
| 27   | Slovaquie          | 0  | 1      | 1      | 2     |
| 29   | Afrique du Sud     | 0  | 1      | 0      | 1     |
| 29   | Finlande           | 0  | 1      | 0      | 1     |
| 29   | Moldavie           | 0  | 1      | 0      | 1     |
| 29   | Portugal           | 0  | 1      | 0      | 1     |
| 29   | Tunisie            | 0  | 1      | 0      | 1     |
| 34   | Estonie            | 0  | 0      | 2      | 2     |
| 35   | Albanie            | 0  | 0      | 1      | 1     |
| 35   | Biélorussie        | 0  | 0      | 1      | 1     |
| 35   | Croatie            | 0  | 0      | 1      | 1     |
| 35   | Yougoslavie        | 0  | 0      | 1      | 1     |